# 10173 Hanzelkazikmund
10173 Hanzelkazikmund este un asteroid din centura principală de asteroizi.

## Descriere
10173 Hanzelkazikmund este un asteroid din centura principală de asteroizi. A fost descoperit pe 21 aprilie 1995 la Observatorul din Ondřejov de Petr Pravec și Lenka Šarounová. Asteroidul prezintă o orbită caracterizată de o semiaxă mare de 3,08 ua, o excentricitate de 0,07 și o înclinație de 8,8° în raport cu ecliptica.